# Богдановка (Чеботаєвське сільське поселення)
Богдановка (рос. Богдановка) — присілок в Сурському районі Ульяновської області Російської Федерації.
Населення становить 19 осіб. Входить до складу муніципального утворення Чеботаєвське сільське поселення.

## Історія
Від 2004 року входить до складу муніципального утворення Чеботаєвське сільське поселення.

## Населення
| 2010 |
| ---- |
| 19   |